# VHS-C
 VHS-C  és el format compacte de cinta VHS presentat el 1982 i utilitzat principalment en videocàmera s compactes per al mercat domèstic. El format està basat en la mateixa cinta magnètica que s'usa en el VHS i pot reproduir-se en una magnetoscopi VHS estàndard mitjançant un adaptador. Encara que bastant barat, el format està pràcticament obsolet fins i tot com un estàndard domèstic i ha estat substituït en el mercat per formats digitals de vídeo, que ofereixen menors mides de casset i millor qualitat d'imatge.

## Descripció
La cinta magnètica en cassets VHS-C s'enrotlla sobre un rodet principal i fa servir una mena de roda d'engranatge que fa avançar la cinta. També pot ser moguda a mà, igual que el rodet. Aquest desenvolupament obstaculitzar les vendes del sistema Betamax en certa manera, pel fet que la geometria del casset Betamax feia impossible un desenvolupament semblant.

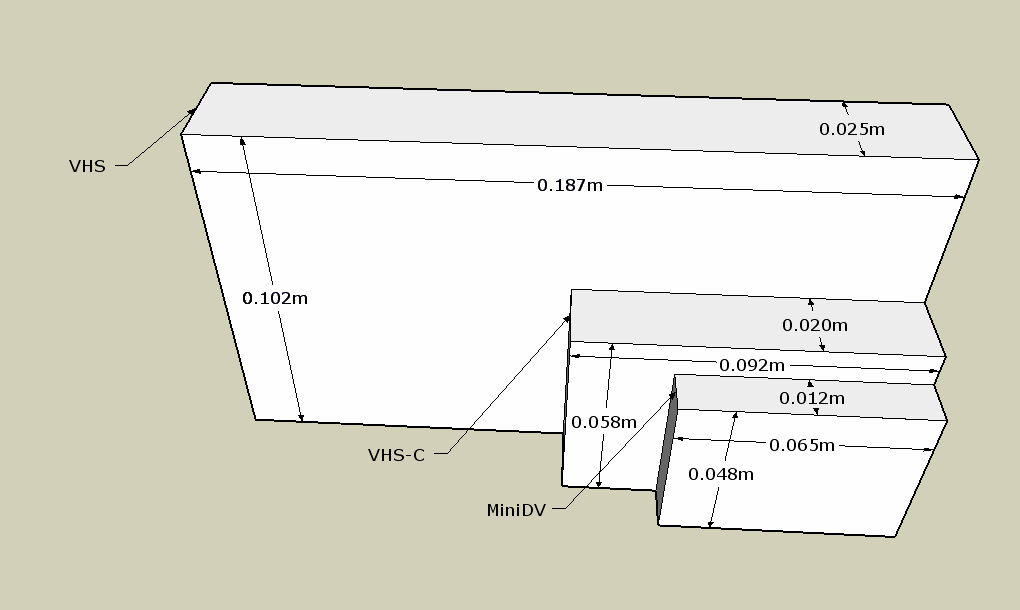
Comparació de mida entre el format VHS original, el VHS-C i el més recent MiniDV.

VHS-C va ser un dels formats pioners del mercat de videocàmeres compactes, i es va llançar per competir amb el Video8. Els cassets VHS-C eren més grans que els de Video8, però eren compatibles amb els reproductors VHS, cosa que va fer que l'elecció entre els dos no fos òbvia i va dividir el mercat. El VHS-C també va acabar expulsant les videocàmeres VHS de mida estàndard del mercat. Més tard es va llançar una versió d'alta qualitat del VHS-C, basada en el S-VHS i coneguda com a  S-VHS-C , que va competir contra el Hi8, la versió d'alta qualitat del Video8. L'arribada al mercat de videocàmeres S-VHS-C barates va portar a la inclusió en moltes gravadores de vídeo modernes d'una característica anomenada SQPB ( SuperVHS Quasi-Playback ), però no va suposar un impacte significatiu en el mercat pel fet que l'arribada del MiniDV com a estàndard domèstic va posar a disposició del gran públic el vídeo digital de baix cost i qualitat similar a la televisió, tornant pràcticament obsoletes a les videocàmeres analògiques.

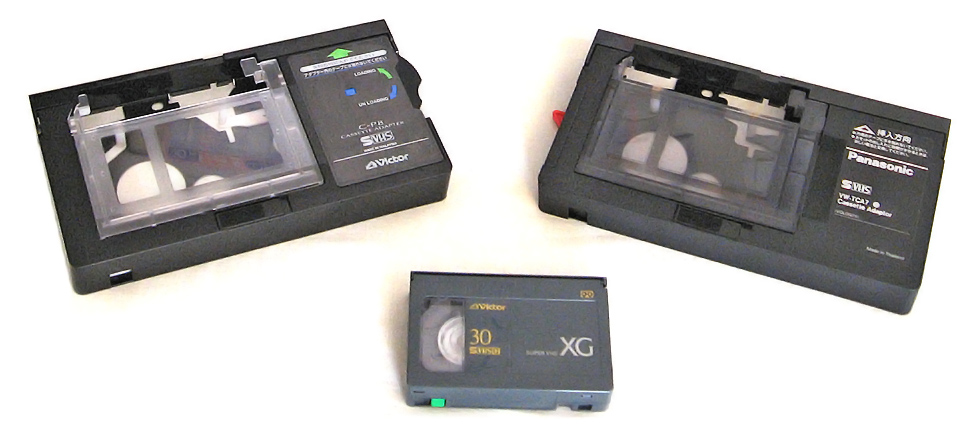
Cassettes VHS-C

Pel que fa al Video8, VHS-C ofereix una qualitat de vídeo lleugerament menor i un temps de gravació menor (la major part dels cassets VHS-C venuts tenen capacitat per a 30 minuts de vídeo, davant els 120 minuts per a una cinta de Hi8 gravada en analògic). S-VHS-C teòricament compensa la menor qualitat d'imatge, però els mitjans de gravació són molt més difícils de trobar que les pròpies càmeres. Per això, algunes unitats S-VHS-C suporten el format  S-VHS ET , que permet registrar un senyal S-VHS en una cinta VHS d'alta qualitat.
Encara que el Video8 es va estendre amb una versió digital, el Digital8, és extremadament improbable que la variant digital del VHS, el D-VHS, arribi a ser adaptada a un format compacte, pel fet que la indústria de videocàmeres domèstiques (i en particular l'inventor del VHS i el seu principal defensor, JVC) ha adoptat com formats majoritaris el MiniDV i format petit (8 cm) de DVD s gravables. No obstant això, JVC encara té disponibles algunes videocàmeres VHS-C i S-VHS-C a preus molt baixos, romanent les cintes disponibles a un preu relativament baix.